# مدارس الآفاق العالمية
مدارس الآفاق العالمية هي مدرسة دولية مقرها في مدينة جدة بالمملكة العربية السعودية. تأسست عام 1998 بواسطة وحيد سلامة الغول.
تتكون المدرسة من طاقم تدريس متعدد الجنسيات ويبلغ عدد طلابها حوالي 2500 طالب وطالبة. وطريقة الدراسة بالمنهج الأمريكي.
عنوان المدرسة في حي الحمراء، شارع حائل جوار سفارة جمهورية إيران الإسلامية.

## رسالة المدرسة
تكمن رسالة مدارس الآفاق العالمية في حث الطلاب على المثابرة والعلم والتعلم للوصول إلى أهدافهم، ويقوم على ذلك عدد من المعلمين والمعلمات الأكفاء والمؤهلين.

## الاعتماد الأكاديمي
مدارس الآفاق معتمدة من وزارة التربية والتعليم السعودية كمدرسة دولية رائدة، كما أنه المركز المعتمد لجامعة كامبردج للامتحانات الابتدائية والثانوية في جدة.

## أنشطة المدرسة
لدى مدارس الآفاق العديد من الأنشطة منها:

### الأنشطة الرياضية
- كرة القدم
- الجري
- كرة الطائرة
- كرة الريشة

### اليوم الدولي
وهو يوم مخصص للاعتراف والاحتفال بالناس والثقافات من جميع أنحاء العالم.

### يوم الأرض
وهو مخصص للأشجار والتوعية والحفاظ على البيئة والموارد من خلال العروض التقديمية والملصقات الطلابية.

### المسابقات
- مسابقة الرياضيات
- مسابقة اللغة العربية
- مسابقة التهجئة

### مهرجان الفن
وهو مهرجان يقام نهاية كل عام دراسي لتسليط الضوء على المشاريع الفنية التي تم إنشاؤها على مدار العام، يتم إعطاء الطلاب اختيار المشاريع التي يرغبون بعرضها حيث تمثل أفضل المهارات والسمات التي تعلموها.

## إدارة المدرسة
- المدير: وحيد الغول
- المشرف الأكاديمي لقسم البنين: وحيد الغول
- المشرفة الأكاديمية لقسم البنات والـKG: عبير عباس
- مستشار التطوير بالمدرسة: خالد محمد عبد الحكيم

## وصلات خارجية
- الموقع الرسمي لمدارس الآفاق العالمية (بالعربية) (بالإنجليزية)